# Hubert Maga
Coutoucou Hubert Maga (Cotonu, 1916-2000) foi um político do Benim. Governou seu país em duas ocasiões: da independência em 1 de agosto de 1960 a 28 de outubro de 1963, e de 1970 a 1972.

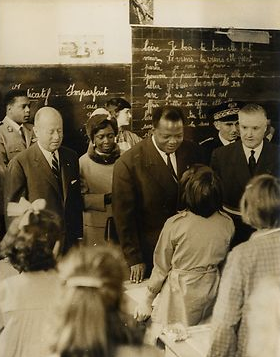

## Morte
Hubert Maga morreu em Cotonu em 8 de maio de 2000, vítima de ataque cardíaco.